# État de guerre : Histoire secrète de la CIA et de l'administration Bush
État de guerre : Histoire secrète de la CIA et de l'administration Bush, State of War: The Secret History of the CIA and the Bush Administration, est un livre écrit par James Risen, journaliste américain travaillant pour le compte du New York Times. James Risen a reçu le prix Pulitzer en 2006 pour avoir documenté le programme de surveillance électronique de la NSA.
Dans son livre, James Risen avait notamment fait le compte rendu d'une opération secrète de l'agence de renseignement en Iran. Dans ce livre l'auteur critique les fonctionnements de l’administration Bush et les agences de sécurité de l'Amérique.
Du point de vue de l’auteur, les attentats du 11 septembre 2001 sont les plus évidents signes de faiblesse des agences de sécurité de l’Amérique.